# روبرت غولدمان
روبرت غولدمان (بالفرنسية: Robert Goldman)‏ هو ملحن وكاتب أغاني فرنسي، ولد في 6 يونيو 1953 في الدائرة التاسعة عشرة في باريس في فرنسا.

## وصلات خارجية
- روبرت غولدمان على موقع ميوزك برينز (الإنجليزية)
- روبرت غولدمان على موقع ميوزك برينز (الإنجليزية)
- روبرت غولدمان على موقع ديسكوغز (الإنجليزية)
- روبرت غولدمان على موقع ديسكوغز (الإنجليزية)
- روبرت غولدمان على موقع ديسكوغز (الإنجليزية)